# 夜不收
夜不收是明朝边防与情报体系中的重要兵种，主要负责岗哨与侦查。“夜不收”在元代杂剧中便有出现，其建制始于明代宣德三年(1428年)，于天启元年（1621年）取消，因彻夜在外活动得名。主要驻扎于西侧与北侧边境的军事重镇，在其他地区亦有分布。作为边防军中的哨探与间谍兵种，在哨探敌情、传递情报、烧荒、奇袭、保障边防安全等方面有重要作用。
夜不收的重要来源之一是驻守于墩台及周边的墩军。据刘效祖《四镇三关志》，“夜不收”人数可达当地驻军2~20%。有学者认为夜不收与唐代的“健步”，宋代的“急脚”类似，都属于情报人员。
女真崛起后亦起用专门捕捉哨探的兵种“捉生”。因夜不收职责危险、任务繁重，明朝曾为之提升其俸饷与抚恤。